# Dovyalis caffra
Dovyalis caffra là một loài thực vật có hoa trong họ Liễu. Loài này được (Hook. f. & Harv.) Warb. mô tả khoa học đầu tiên năm 1894.

## Hình ảnh

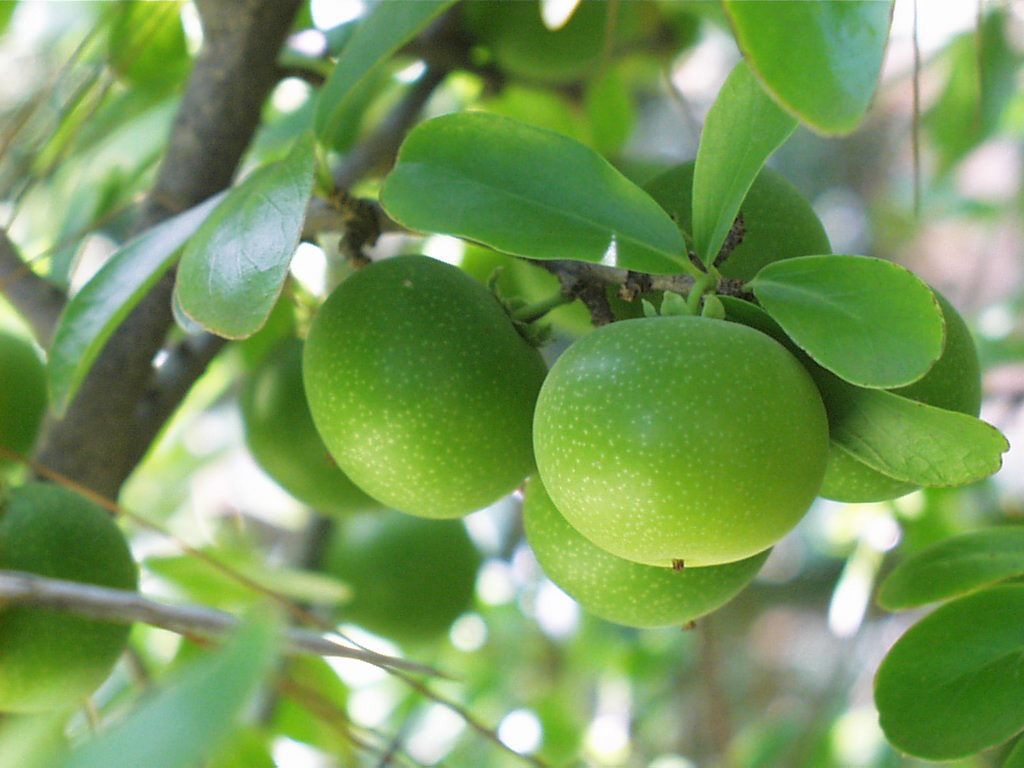
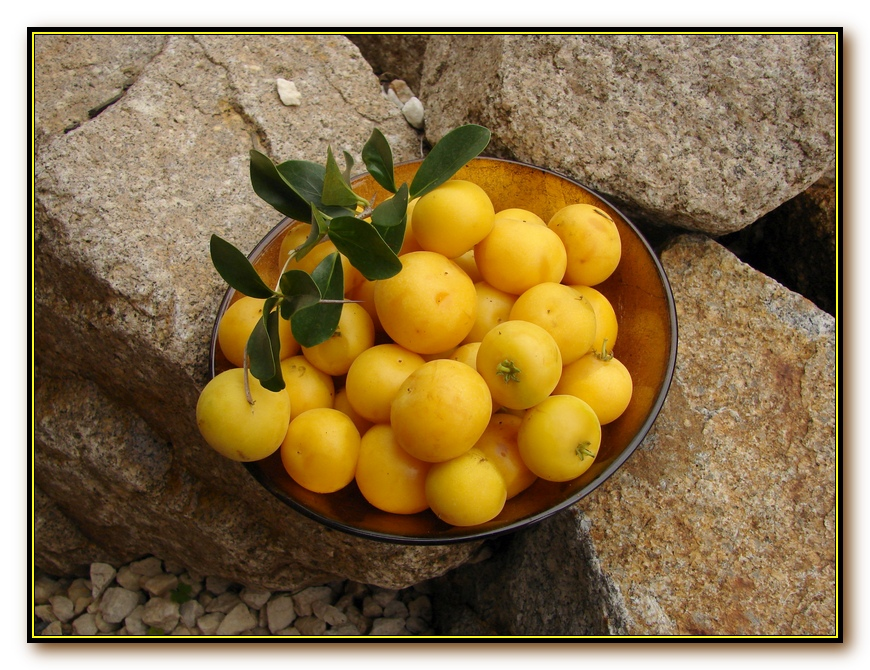
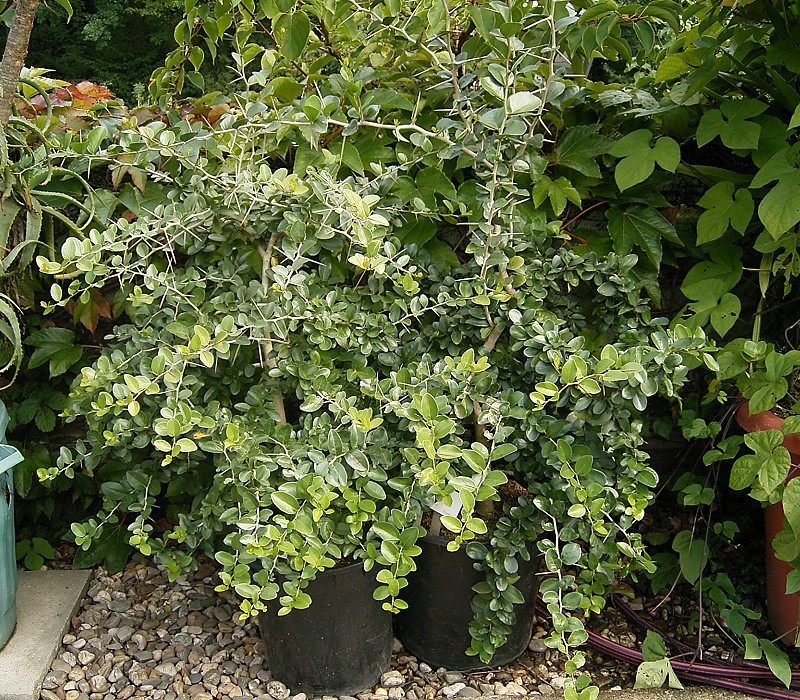
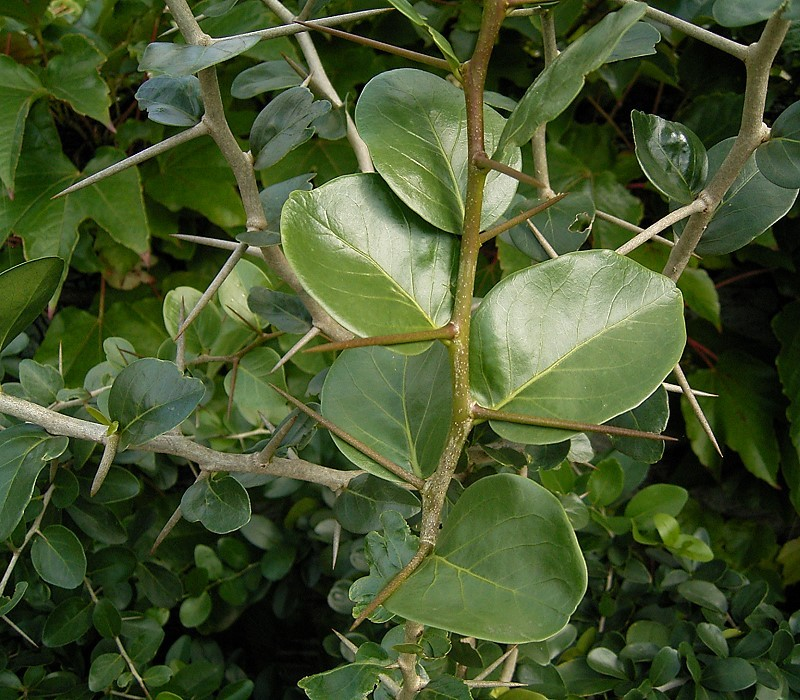